# Entscheidungsspiel der DDR-Fußball-Oberliga 1952/53
Das Entscheidungsspiel um die Meisterschaft der DDR-Fußball-Oberliga 1952/53 fand am 5. Juli 1953 zwischen der SG Dynamo Dresden und der BSG Wismut Aue statt, da beide Mannschaften am Saisonende die gleiche Punktezahl erreicht hatten. Dynamo Dresden siegte nach Verlängerung mit 3:2.

## Vorgeschichte
Das Finale der DDR-Fußballmeisterschaft verlief spannend bis zuletzt. Dafür sorgte auch der Umstand, dass die letzten Meisterschaftsspiele nach einem völlig diffusen Spielplan ausgetragen wurden. Die letzten vier Runden wurden zwischen dem 26. April und 3. Juni an sieben verschiedenen Terminen ausgetragen. Vier Spiele vor Saisonende hatten noch fünf Mannschaften Titelchancen: Stahl Thale, Rotation Dresden, Motor Zwickau, Wismut Aue und Dynamo Dresden. Thale verspielte die Meisterschaft bereits in seinem vorletzten Spiel am 10. Mai bei der 1:2-Niederlage in Lauter. Rotation Dresden und Zwickau verpassten ihre Chance jeweils bei ihrem letzten Spieltag. Rotation verlor am 14. Mai zuhause mit 1:2 gegen Rotation Babelsberg, Zwickau verlor am 31. Mai 1:2 bei Vorwärts Berlin. Die Anhänger von Dynamo Dresden und Wismut Aue mussten lange um ihre Mannschaft bangen. Ehe sich Dresden in seinem letzten Spiel am 31. Mai mit einem 3:1 in Dessau endgültig die Tabellenspitze sicherte, waren sieben sieglose Begegnungen vorausgegangen. Wismut Aue patzte ebenfalls am dritt- und vorletzten Spieltag bei zwei Heimspielen gegen Oberschöneweide (3:4) und Vorwärts Berlin (2:2). Am 31. Mai hatten bis auf Rotation Babelsberg und Wismut Aue alle Mannschaften die Saison abgeschlossen, Aue lag vor dem Saisonfinale zwei Punkte hinter Dynamo Dresden zurück und konnte nur mit einem Sieg, der zwei Punkte brachte, noch zu den Dynamos aufschließen. Dies gelang mit einem glatten 2:0-Heimsieg. 
Das Entscheidungsspiel fand knapp drei Wochen nach dem Volksaufstand vom 17. Juni 1953 statt. In Ost-Berlin herrschte noch der Ausnahmezustand. Dynamo Dresden nahm dies zum Anlass, ohne eigene Fans anzureisen, Wismut Aue brachte hingegen seine Anhänger in mehreren Sonderzügen mit.

## Spielverlauf
Beide Mannschaften liefen in ihrer Stammformation auf, hatten jeweils ihr letztes Punktspiel in der gleichen Besetzung bestritten. Dynamo ging sofort in die Offensive und hatte schon nach fünf Minuten durch Holze eine Großchance, doch der Rechtsaußen schoss den vom Wismut-Torwart zu kurz abgewehrten Ball freistehend über das Tor. Nur eine Minute später war Dynamos Rechtsverteidiger Manfred Michael erfolgreicher. Dynamo erhielt einen Freistoß, 30 m vor dem Wismut-Tor. Da Torwart Erhard Schmalfuß keine Mauer bilden ließ, hatte Michael freie Schussbahn. Sein scharf geschossener Ball sprang zunächst Torwart Schmalfuß an die Schulter, dann an die Latte und schließlich ins Tor. Unmittelbar nach dem Rückstand begann die Wismut-Elf mit der Gegenoffensive. Doch das Angriffsspiel der Westsachsen war zu ungenau, und es wurde zu wenig über die Flügel gespielt. Mit den immer wieder nach innen drängenden Stürmern hatte die von Schoen hervorragend organisierte Dynamo-Abwehr keine Schwierigkeiten. Trotzdem gelang Wismut noch kurz vor der Pause der Ausgleich. Aues bis dahin bester Spieler, Mittelstürmer Tröger, erreichte eine Flanke seines Linksaußen Viertel und konnte mit einem Flachschuss in die rechte Ecke Klemm überwinden. 
Unmittelbar nach Anpfiff zur 2. Halbzeit schien sich das Blatt zugunsten von Wismut Aue zu wenden. Ein Kopfball des Dresdner Schoen landete beim Wismut-Stürmer Karl Wolf, der sofort seinen frei vor dem Dynamo-Tor stehenden Sturmpartner Günther einsetzte. Dieser hatte keine Mühe, den Ball am Torwart vorbeizulenken. Nach ihrem Führungstor konzentrierten sich die Wismut-Spieler auf die Verteidigung des Vorsprungs. Beide Mittelfeldspieler agierten nun defensiv, selbst die Stürmer Karl Wolf, Günther und Viertel zogen sich in die Abwehr zurück. Den Dynamo-Spielern gelang es zunächst nicht, dieses kompakte Bollwerk zu überwinden. Lediglich Holze stellte Schmalfuß einmal auf die Probe. In der Schlussviertelstunde schickten beide Trainer frische Kräfte auf das Feld. Bei Dresden ersetzte Hänel Mittelstürmer Hänsicke, und bei Aue kam Gräfe für den Linksaußenstürmer Viertel auf das Feld. So überraschend, wie Dynamo Dresden in Führung gegangen war, so unerwartet kam die Mannschaft drei Minuten vor dem Schlusspfiff noch zum Ausgleich. Aues Torwart Schmalfuß faustete einen Eckball Schröter genau vor die Füße, der den Ball an mehreren Wismut-Spielern vorbei ins Tor zog. 
In der Verlängerung konnte zunächst keine Mannschaft Vorteile erzielen. Mit zunehmender Spieldauer bekamen die Akteure Schwierigkeiten mit der Kondition. Als acht Minuten vor Spielende schon alle mit einem Wiederholungsspiel rechneten, erzwang Dynamos Holze doch noch die Entscheidung. Nach einem Doppelpass zwischen Usemann und Fischer wurde Matzen angespielt. Dieser flankte genau vor das Tor, Holze traf mit einem Gewaltschuss. So wurde das Spiel letzten Endes durch zwei Torwartfehler des Wismut-Torwarts Schmalfuß entschieden.

## Meinungen
Paul Döring, Dynamo-Trainer: „Es war ein spannendes und gehaltvolles Spiel, das rein technisch wohl einige Mängel besaß. Ich führe das darauf zurück, dass beide Gegner sich vollkommen gleichwertig waren und deshalb mehr die kämpferische Note berücksichtigen mussten.“
Karl Dittes, Wismut-Trainer: „Die glücklichere von zwei gleichwertigen Mannschaften hat gewonnen.“

## Statistik
| Paarung           | SG Dynamo Dresden – BSG Wismut Aue |
| Ergebnis          | 3:2 n. V. (2:2, 1:1) |
| Datum             | 5. Juli 1953 |
| Stadion           | Walter-Ulbricht-Stadion, Ost-Berlin |
| Zuschauer         | 50.000 |
| Schiedsrichter    | Gerhard Schulz |
| Tore              | 1:0 Michael (6.) 1:1 Tröger (43.) 1:2 Günther (46.) 2:2 Schröter (87.) 3:2 Holze (112.) |
| SG Dynamo Dresden | Heinz Klemm – Manfred Michael, Herbert Schoen, Erhard Haufe – Kurt Fischer, Günther Usemann – Karl-Heinz Holze, Günter Schröter, Gerhard Hänsicke (74. Horst Hänel), Rudolf Möbius, Johannes Matzen Cheftrainer: Paul Döring |
| BSG Wismut Aue    | Erhard Schmalfuß – Johannes Löffler, Heinz Glaser, Siegfried Naeke – Erhard Süß, Heinz Weißflog – Siegfried Wolf, Karl Wolf, Willy Tröger, Armin Günther, Kurt Viertel (76. Alfred Gräfe) Cheftrainer: Karl Dittes           |